# RM Competições

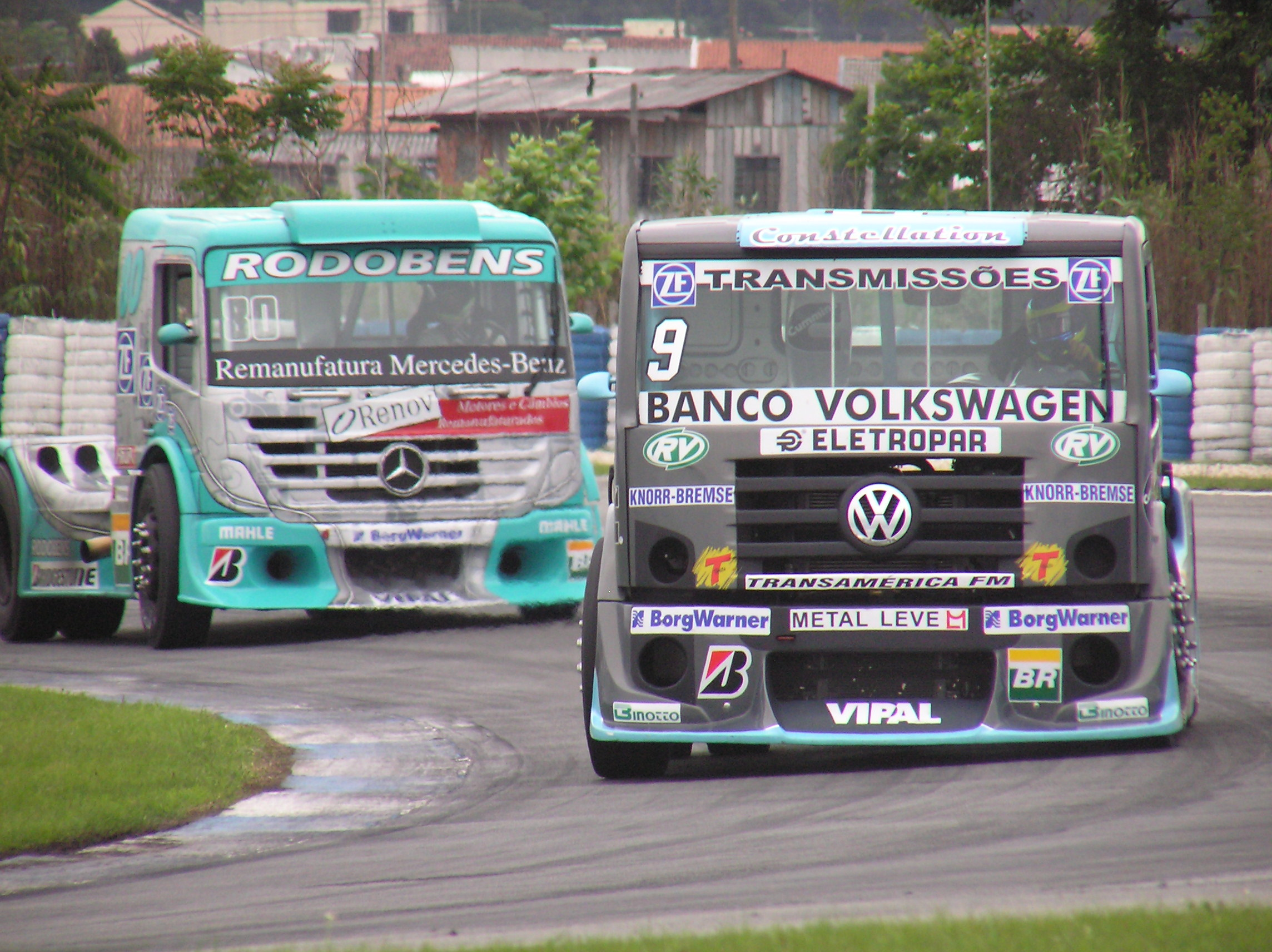
Um caminhão da equipe RM em 2006

A RM Competições é uma equipe automobilística que compete na Copa Truck. O proprietário da equipe é o ex-piloto Renato Martins.

## História
A equipe começou no ano de 1995 na Fórmula Truck, antes da homologação oficial da categoria. Com a intenção de Renato Martins criar uma equipe na qual ele pudesse competir. Foi uma equipe fundadora da competição e primeira equipe a conquistar um título.
Em 2009 a equipe conquistou novamente o título de pilotos com Felipe Giaffone.